# 扎西岛岩画
扎西岛岩画，位于西藏自治区拉萨市当雄县扎西岛（扎西半岛），是吐蕃部落时期岩画。

## 简介
扎西岛岩画位于当雄县境内的纳木错的东岸。 扎西岛由东、西两座岩丘组成，俗称“东岛”、“西岛”。扎西岛岩画是西藏自治区文物保护单位，时代为吐蕃部落时期。岩画主要发现于沿着岩丘周边的8个天然洞穴内及4处岩壁上，共计岩画12处，其中第1至第3地点位于东岛，第4至第12地点位于西岛。第6至第9地点为岩壁岩画，其余都是洞穴岩画。第1、3、11、12等地点的洞穴较深，其余地点的洞穴则较浅。岩画是用赭色涂绘，也有少量黑色，内容非常丰富。这批岩画有250余幅。
岩画的内容有牦牛、马、鹿、豹、人、树、鹰、太阳、塔等等，主题主要包括放牧、狩猎、舞蹈、骑射等。多为整体涂抹及粗线勾勒。
2009年9月至10月，拉萨市文物普查队在当雄县进行文物普查时，对扎西岛岩画进行复查，又在东岛的北面、东面、南面坡壁上发现了20余处岩画，均是洞穴岩画。此次新发现的图像包括牦牛、马、鹿、羊、狼、狗、狐狸、豹、骆驼、象、鹰、鸟、猴等动物；武士、骑者、巫师等人物；太阳、树木、云朵等自然物；塔、经幡、弓箭、“雍仲”等符号。新发现的岩画内容包括围猎、捕鸟、放牧、顶鹿、斗兽、舞蹈、祭祀、战争、佛教吉祥物等场景，多数图像采用赭红色颜料绘制，少数图像采用黑色颜料绘制，画法分为线描、平涂两种。
由于纳木错景区开发，游客剧增，部分游客及信众在洞穴中画六字真言及其他符号，有的还直接刻在岩画上，令岩画遭到破坏。经过此次文物普查，拉萨市普查工作队已向当地政府进行汇报，要求采取措施保护岩画。